# An Innocent Villain
Pour plus de détails, voir Fiche technique et Distribution.
An Innocent Villain est un film américain réalisé par Harry Williams, sorti en 1917.

## Synopsis
Un quiproquo entre deux couples voisins va entraîner diverses conséquences.

## Fiche technique
- Titre original : An Innocent Villain
- Réalisation : Harry Williams
- Photographie : C.H. Wales
- Production : Mack Sennett
- Société de production : Keystone
- Société de distribution : Keystone
- Pays de production :  États-Unis
- Langue originale : anglais
- Format : noir et blanc — 35 mm — 1,37:1 — Film muet
- Genre : Comédie
- Durée : une bobine
- Date de sortie :
  - États-Unis : 22 juillet 1917
- Licence : domaine public

## Distribution
- George Binns : le comédien
- Dale Fuller : sa femme
- Malcolm St. Clair
- Marie Manley